# St. Anna (Riedholz)

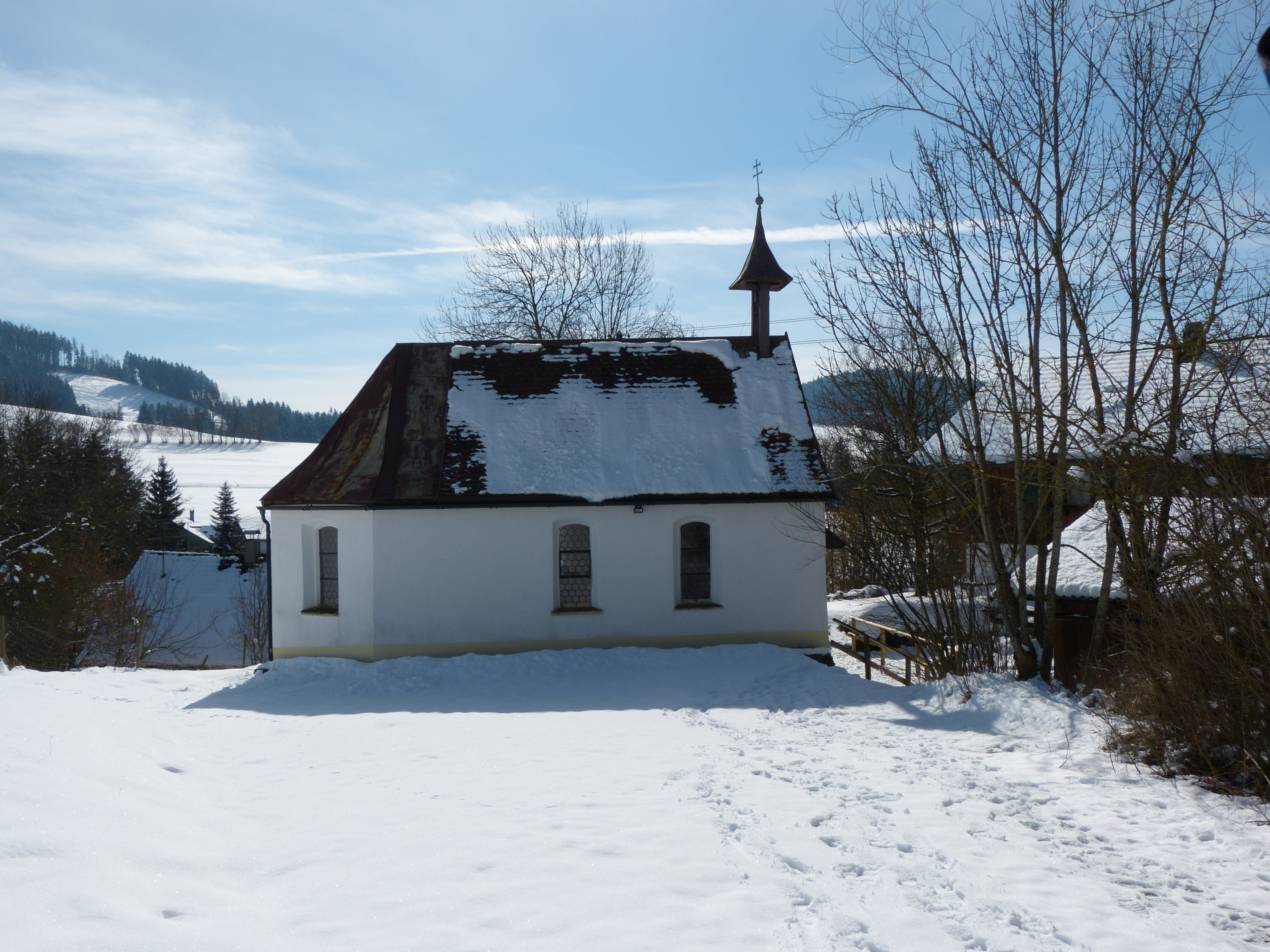
St. Anna in Riedholz

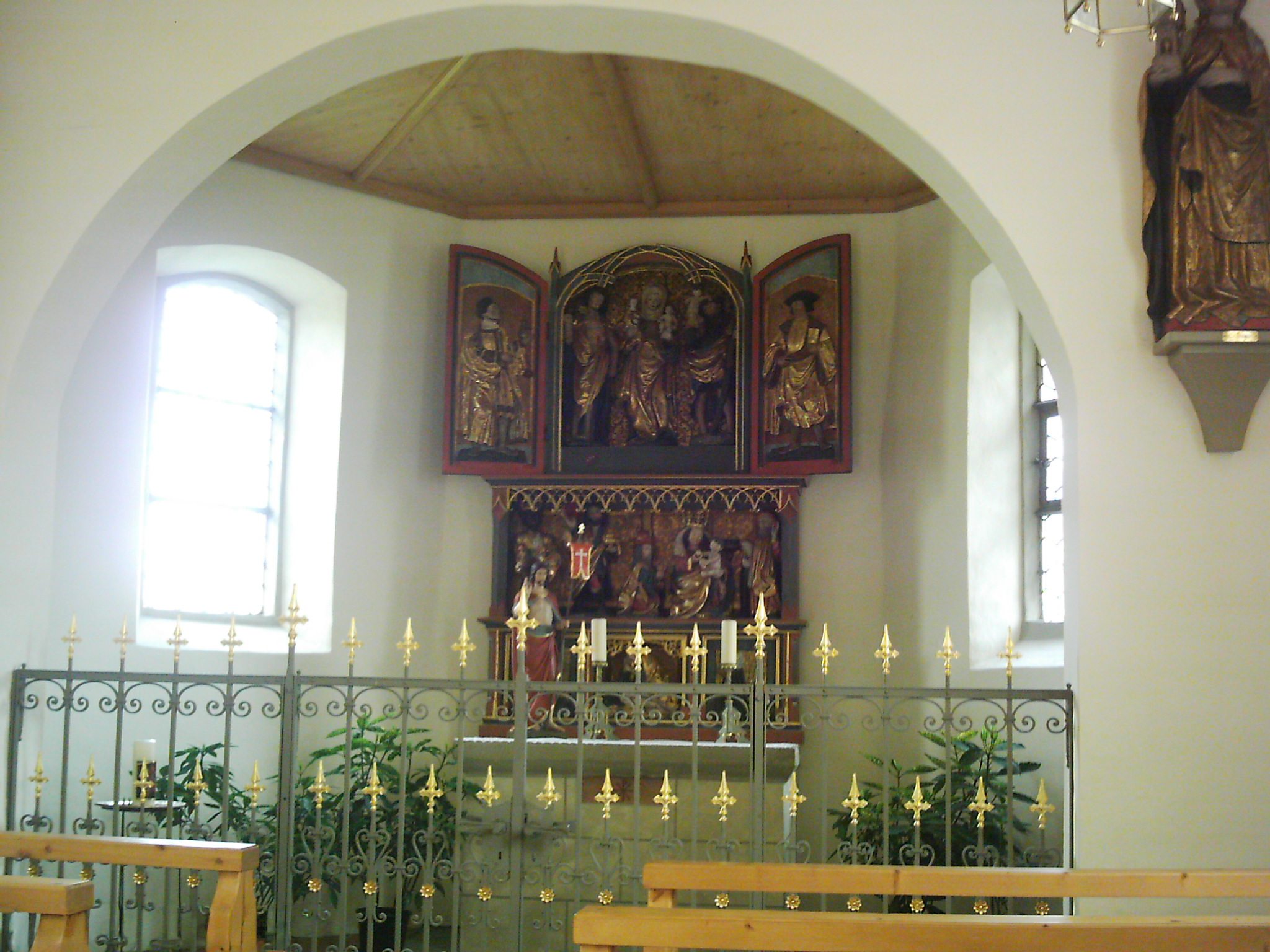
Flügelaltar

Die römisch-katholische Kapelle St. Anna steht in Riedholz, einem Gemeindeteil von Maierhöfen im schwäbischen Landkreis Lindau (Bodensee) von Bayern. Das Bauwerk ist in der Liste der Baudenkmäler in Maierhöfen als Baudenkmal unter der Nr. D-7-76-118-3 eingetragen.

## Beschreibung
Die Kapelle wurde 1732 erbaut. Die Saalkirche besteht aus einem Langhaus, das im Osten dreiseitig geschlossen ist. Aus dem Dach erhebt sich im Westen ein offener Dachreiter, in dem eine kleine Kirchenglocke hängt, und der mit einem spitzen Helm bedeckt ist.
Zur Kirchenausstattung gehört ein Flügelaltar, der um 1530 gebaut wurde. In der Mitte wird Anna selbdritt zwischen dem heiligen Sebastian und dem heiligen Christophorus dargestellt. Auf den Flügeln sind innen Kosmas und Damian zu sehen. Auf der Predella ist ein Marienbildnis dargestellt. Auf einem Tafelbild ist das Schweißtuch der Veronika aufgemalt.